# Степаняк, Михаил Дмитриевич
Михаил Дмитриевич Степаняк (укр. Михайло Дмитрович Степаняк; 24 января 1905, с. Дзвиняч, Галиция, Австро-Венгрия (ныне Ивано-Франковского района Ивано-Франковской области Украины) — 13 февраля 1967, там же) — украинский юрист, бывший коммунист и видный деятель ОУН.

## Биография
Родился в многодетной крестьянской семье. После окончания в 1926 Станиславской гимназии поступил на юридический факультет Львовского университета (1926—1931). Магистр права (1934).
Во время учёбы увлёкся коммунистическими идеями и вступил в нелегальную КПЗУ, активно действовал в партии «Украинское крестьянско-рабочее социалистическое объединение» (Сельроб), за что после окончания университета арестовывался польской полицией, но из-за недоказанности обвинения в апреле 1934 был освобождён и вернулся в родное село.
С 1935 Степаняк работал в адвокатской конторе в г. Бережаны (Тернопольская область). После присоединения Западной Украины к УССР с сентября 1939 становится секретарём Бережанской временной уездной управы, с декабря 1939 — заведующим общим отделом Бережанского районного исполнительного комитета, а в марте-апреле 1940 — секретарём Бережанского городского совета.
После сталинского террора на Западной Украине вышел из КПЗУ.
В апреле-мае 1940 состоялась его встреча со специально прибывшими из Кракова представителями Центрального Провода ОУН Г. Голяшем (кличка — «Бей») и членом Краевого Провода ОУН Л. Зацным (кличка — «Троян»). Они предложили Степаняку присоединиться к ОУН, которой срочно требовался квалифицированный юрист для подготовки проекта организации органов государственной власти независимой Украины.
Степаняк дал на это согласие и фактически стал членом ОУН (подпольные клички — «Сергей», «Дмитро» («Дмитрив»), «Лекс»), перешёл на нелегальное положение и принялся за работу. В течение лета и осени 1940, прячась в различных сёлах Западной Украины (деньги на его содержание выделяла ОУН), он подготовил оуновский проект украинского государственного образования — Украинской Самостийной (Самостоятельной) Соборной державы.
С началом Великой Отечественной войны согласно проекту Михаила Степаняка оуновцы стали создавать на оккупированной территории свои органы власти. Автор проекта вошёл в состав Украинского Национального Совета (Рады) во Львове (1941—1943), стал Краевым Проводником ОУН на Западноукраинских землях, участником I, II и III конференций ОУН, а на Третьем Большом Чрезвычайном сборе ОУН в августе 1943 был избран членом Главного Совета ОУН.
На ІІІ-й Конференции ОУН (17-21.02.1943) часть делегатов была убеждена в близком поражении фашистской Германии и высказывалась за то, чтобы как можно быстрее начать борьбу с немцами. Михаил Степаняк предложил начать восстание против немцев и выбить их с Украины до прихода Красной армии. После удачного восстания, по его мнению, попытки Советского Союза завоевать эти земли выглядели бы в глазах западных союзников как империализм. Для поднятия восстания необходимо было объединение всех украинских сил, поэтому Степаняк выступал за объединение всех западноукраинских политических сил и создание многопартийного правительства. Идею Степаняка сосредоточиться на борьбе с нацистами поддержал Василий Кук и некоторые другие. Однако, несмотря на его призывы к развёртыванию широкого вооружённого восстания против оккупантов, большинство членов конференции поддержало Романа Шухевича, по мнению которого основная борьба должна была быть направлена не против немцев, а против советских партизан и поляков. Борьба же против немцев должна была вестись, исходя из интересов ОУН и иметь характер самообороны украинского народа. Как рассказал сам Степаняк на допросе в НКВД 30 августа 1944 года:«Начиная со 2-й конференции ОУН — бандеровцы стали склоняться к антинемецкой позиции в вопросах антинемецкой пропаганды. На 2-й и 3-й конференциях был принят ряд решений антинемецкого характера, однако в жизнь они не были проведены. Проводимая ОУН антинемецкая пропаганда была рассчитана не на поднятие масс на борьбу против немцев, а на завоевание на этой почве масс украинского народа для борьбы против Советского Союза».
Кроме того, на III конференции ОУН Степаняк поднял вопрос об изменении названия организации украинских националистов, мотивируя это тем, что на востоке — «националист» почти равно слову «фашист», поскольку, и это была правда, — члены ОУН пришли на восток Украины в составе походных групп вместе с немцами.
13 апреля 1943 года в ОУН(б) произошёл внутренний переворот, в результате которого Шухевич занял должность политического руководителя ОУН(б), сместив ранее занимавшего этот пост Николая Лебедя. Шухевич также снял Степаняка с поста краевого проводника ОУН на ЗУЗ, бывшего сторонника Николая Лебедя (оба они выступали противниками вооружённых акций против польского населения). Его сменил Василий Охримович («Филипп», «Грузин», «Кузьма»).
В конце 1943 года командир УПА Дмитрий Клячкивский издаёт распоряжение о «чистках» в УПА. Степаняк был категорически против, понимая, что это приведёт к подрыву боеспособности сопротивления. Однако мнение Степаняка не было учтено. В дальнейшем внутренние репрессивные кампании неоднократно повторялись, став одной из причин ослабления боеспособности повстанческого движения.
Степаняк прилагал усилия к консолидации всех украинских эмигрантских движений, противостоящих Советской власти, участвовал в переговорах с польским эмигрантским правительством по поводу совместных действий. Выступал за «демократизацию» внутренней жизни ОУН и отказа от идеологии донцовского интегрального национализма.
В июне 1944 года Степаняк создаёт оппозиционную ОУН Шухевича «Народно-освободительную революционную организацию» (НВРО — Народно-визвольна революційна організація). Руководство «НВРО» поручило ему подготовить программу новой организации. О создании НВРО сообщили руководителям местных звеньев ОУН Волыни. Однако до конца завершить свою работу Степаняк не успел, поскольку 30 июля 1944 был захвачен чекистами в лесу между сёлами Буща и Дермань Ровненской области. При задержании был тяжело ранен брошенной в схрон гранатой и потерял сознание.
М. Степаняк был первым из руководителей ОУН такого высокого ранга, захваченным живым. В 1947 приговорён к смертной казни, но после публичного выступления с осуждением ОУН и своей предыдущей деятельности расстрел заменили на 25 лет заключения. Суд над Степаняком длился 10 минут, на нем выполнили две формальности: спросили фамилию и анкетные данные и поставили подписи на протоколах. 12 апреля 1961 года из-за тяжёлой болезни он был освобождён из заключения. Последние годы провёл в Богородчанах. 
Реабилитирован 3 января 1995 прокуратурой Ровненской области.